# Kanton Saint-Céré
Der Kanton Saint-Céré ist seit 1790 ein französischer Wahlkreis im Arrondissement Figeac im Département Lot in der Region Okzitanien; sein Hauptort ist Saint-Céré.

## Gemeinden
Der Kanton besteht aus 18 Gemeinden mit insgesamt 9635 Einwohnern (Stand: 1. Januar 2022) auf einer Gesamtfläche von 203,59 km²:
| Gemeinde                | Einwohner 1. Januar 2022 | Fläche km² | Dichte Einw./km² | Code INSEE | Postleitzahl |
| ----------------------- | ------------------------ | ---------- | ---------------- | ---------- | ------------ |
| Autoire                 | 376                      | 7,15       | 53               | 46011      | 46400        |
| Aynac                   | 558                      | 21,55      | 26               | 46012      | 46120        |
| Bannes                  | 145                      | 10,11      | 14               | 46017      | 46400        |
| Frayssinhes             | 165                      | 12,15      | 14               | 46115      | 46400        |
| Ladirat                 | 89                       | 8,93       | 10               | 46146      | 46400        |
| Latouille-Lentillac     | 246                      | 11,71      | 21               | 46159      | 46400        |
| Leyme                   | 929                      | 10,16      | 91               | 46170      | 46120        |
| Loubressac              | 514                      | 23,75      | 22               | 46177      | 46130        |
| Mayrinhac-Lentour       | 487                      | 15,57      | 31               | 46189      | 46500        |
| Molières                | 357                      | 12,77      | 28               | 46195      | 46120        |
| Saignes                 | 74                       | 3,55       | 21               | 46246      | 46500        |
| Saint-Céré              | 3.449                    | 11,33      | 304              | 46251      | 46400        |
| Saint-Jean-Lagineste    | 389                      | 12,66      | 31               | 46339      | 46400        |
| Saint-Jean-Lespinasse   | 411                      | 5,99       | 69               | 46271      | 46400        |
| Saint-Laurent-les-Tours | 845                      | 10,84      | 78               | 46273      | 46400        |
| Saint-Médard-de-Presque | 201                      | 5,29       | 38               | 46281      | 46400        |
| Saint-Paul-de-Vern      | 174                      | 10,84      | 16               | 46286      | 46400        |
| Saint-Vincent-du-Pendit | 226                      | 9,24       | 24               | 46295      | 46400        |
| Kanton Saint-Céré       | 9.635                    | 203,59     | 47               | 4616       | –            |

Bis zur landesweiten Neuordnung der französischen Kantone im März 2015 gehörten zum Kanton Saint-Céré die 14 Gemeinden Autoire, Bannes, Frayssinhes, Latouille-Lentillac, Loubressac, Mayrinhac-Lentour, Saignes, Saint-Céré, Saint-Jean-Lagineste, Saint-Jean-Lespinasse, Saint-Laurent-les-Tours, Saint-Médard-de-Presque, Saint-Paul-de-Vern und Saint-Vincent-du-Pendit. Sein Zuschnitt entsprach einer Fläche von 150,18 km2. Er besaß vor 2015 einen anderen INSEE-Code als heute, nämlich 4624.

## Bevölkerungsentwicklung
| 1962  | 1968  | 1975  | 1982  | 1990  | 1999  | 2006  |
| ----- | ----- | ----- | ----- | ----- | ----- | ----- |
| 6.433 | 7.173 | 7.208 | 7.462 | 7.525 | 7.413 | 7.536 |